# Angela Alsobrooks
Angela Deneece Alsobrooks (Suitland, Maryland; 23 de febrero de 1971) es una abogada y política estadounidense que ejerce como senadora  de los Estados Unidos por Maryland desde 2025, previamente fue la octava ejecutiva del condado de Prince George, Maryland, cargo que ocupó de diciembre de 2018 a diciembre de 2024. Miembro del Partido Demócrata, Alsobrooks cumplió anteriormente dos mandatos como fiscal estatal del condado, de 2010 a 2018.
Nacida y criada en el condado de Prince George, Alsobrooks se graduó de la Universidad de Duke y de la Facultad de Derecho Francis King Carey de la Universidad de Maryland. Comenzó su carrera como abogada de firmas locales antes de involucrarse en el gobierno del condado como fiscal de violencia doméstica y funcionaria designada dentro de la administración del ejecutivo del condado, Jack B. Johnson. Fue elegida fiscal estatal del condado de Prince George en 2010 y reelegida en 2014. Alsobrooks se ha desempeñado como ejecutiva del condado de Prince George desde 2018; derrotó a la exrepresentante estadounidense Donna Edwards en las elecciones primarias demócratas de 2018 y se presentó sin oposición en las elecciones generales. Alsobrooks fue reelegida en 2022.
Alsobrooks fue elegida en las elecciones al Senado de los Estados Unidos de 2024 en Maryland. Después de ganar las primarias demócratas al representante estadounidense David Trone, donde derrotó al popular exgobernador republicano Larry Hogan y se convirtió en senadora electa.

## Vida personal
Alsobrooks tiene una hija, Alex, nacida en 2005, a quien crio como madre soltera. Es miembro de la hermandad Delta Sigma Theta y promueve activamente la concientización sobre el cáncer de mama. También es congregante de la Primera Iglesia Bautista de Glenarden.
A Alsobrooks le diagnosticaron trastorno por déficit de atención con hiperactividad (TDAH) cuando tenía ocho años, lo que la llevó a asistir a programas de teatro juvenil en la Universidad Howard. Su hija también tiene TDAH.